# Wybory prezydenckie w Chorwacji w 2005 roku

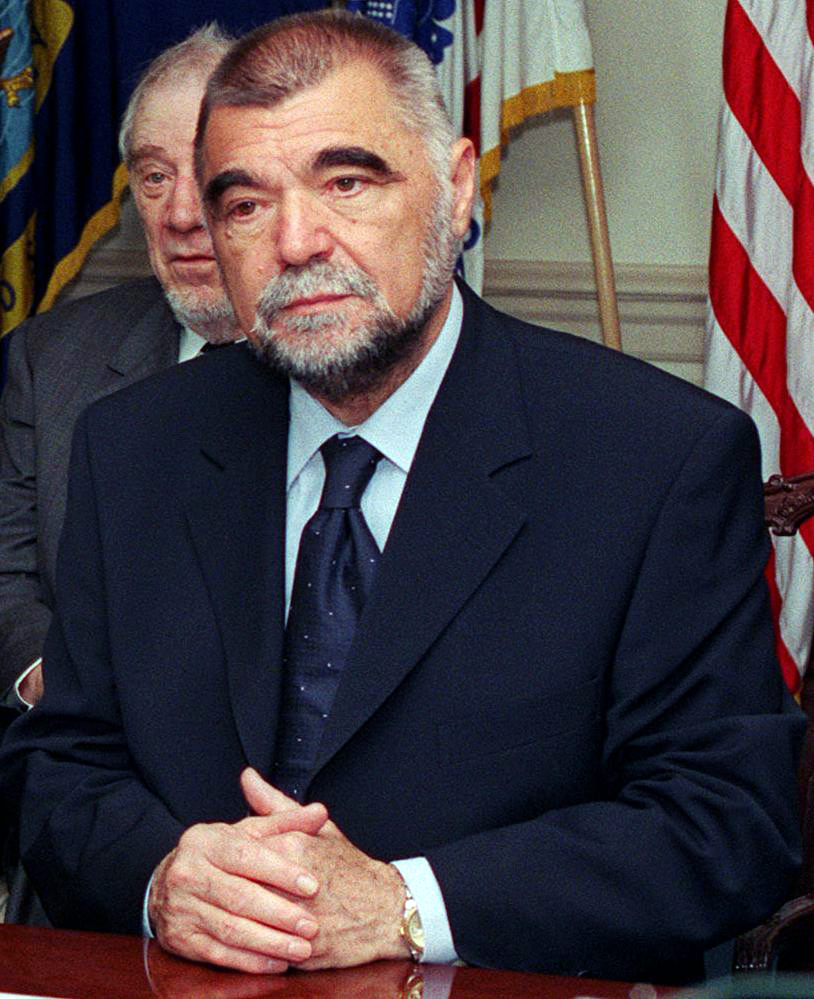
Stjepan Mesić – urzędujący prezydent i zwycięzca wyborów

Wybory prezydenckie w Chorwacji w 2005 roku odbyły się w dwóch turach: 2 i 16 stycznia 2005. Były to czwarte wybory prezydenckie od czasu ogłoszenia niepodległości. Wybory wygrał Stjepan Mesić, ubiegający się o reelekcję prezydent Chorwacji.
Państwowa komisja wyborcza ogłosiła 15 kwietnia 2004 listę kandydatów na stanowisko prezydenta państwa. O urząd ponownie ubiegał się urzędujący prezydent Stjepan Mesić. Główną kontrkandydatką okazała się jedna z liderek Chorwackiej Wspólnoty Demokratycznej Jadranka Kosor. Ostatecznie wystartowało 13 osób, każda z nich musiała przedłożyć co najmniej 10 tys. podpisów obywateli popierających jej kandydaturę.

## Wyniki

### I tura
Uprawnionych do głosowania było 4 403 933 osoby. Zagłosowało 2 227 073 wyborców (50,57%). Oddano 20 269 głosów nieważnych (0,91%).
| Kandydat          | Partia                                  | Głosy     | %      |
| ----------------- | --------------------------------------- | --------- | ------ |
| Stjepan Mesić     | HNS, SDP, HSS, IDS, LIBRA, LS, PGS, ASH | 1 089 398 | 48,92% |
| Jadranka Kosor    | HDZ                                     | 452 218   | 20,31% |
| Boris Mikšić      | niezależny                              | 396 093   | 17,79% |
| Đurđa Adlešič     | HSLS                                    | 59 795    | 2,68%  |
| Slaven Letica     | niezależny                              | 57 748    | 2,59%  |
| Ljubo Ćesić       | niezależny                              | 41 216    | 1,85%  |
| Ivić Pašalić      | HB                                      | 40 637    | 1,82%  |
| Anto Kovačević    | HKDU                                    | 19 145    | 0,86%  |
| Miroslav Blažević | SHB                                     | 17 847    | 0,80%  |
| Miroslav Rajh     | HSM                                     | 14 766    | 0,66%  |
| Doris Košta       | niezależny                              | 8271      | 0,37%  |
| Mladen Kešer      | niezależny                              | 7056      | 0,32%  |
| Tomislav Petrak   | HPS                                     | 2614      | 0,12%  |

### II tura
Uprawnionych do głosowania było 4 392 220 osób. Zagłosowało 2 241 760 wyborców (51,04%). Oddano 35 617 głosów nieważnych (1,59%).
| Kandydat       | Głosy     | %      |
| -------------- | --------- | ------ |
| Stjepan Mesić  | 1 454 451 | 65,93% |
| Jadranka Kosor | 751 692   | 34,07% |